# AW609 (航空機)
レオナルド AW609
2007年パリエアショーにて航空機モードで飛行するAW609
- 用途：乗客輸送
- 分類：ティルトローター機、パワード・リフト機
- 設計者：アグスタウェストランド
- 製造者：アグスタウェストランド
- 初飛行：2003年3月7日
- 生産数：受注80機
- 運用状況：開発中
- ユニットコスト：1000万米ドル

レオナルドAW609は民間用ティルトローター機。アメリカ合衆国の航空機メーカーベル・ヘリコプターとヨーロッパの航空機メーカーアグスタウェストランドの合弁会社ベル/アグスタ・エアロスペース (BAAC)により開発が始まり、今なお開発が続いている。2003年3月7日初飛行。以前の形式名はBA609だが、2011年ベル・ヘリコプター社との合弁解消により現在の形式名となった。
会社名が以前のアグスタウェストランドからレオナルドに変わったのにともない、機種名における社名も変わった。2024年現在、FAAによる区分パワード・リフト機の型式証明審査基準策定中で、試作機が飛行している。

## 概要

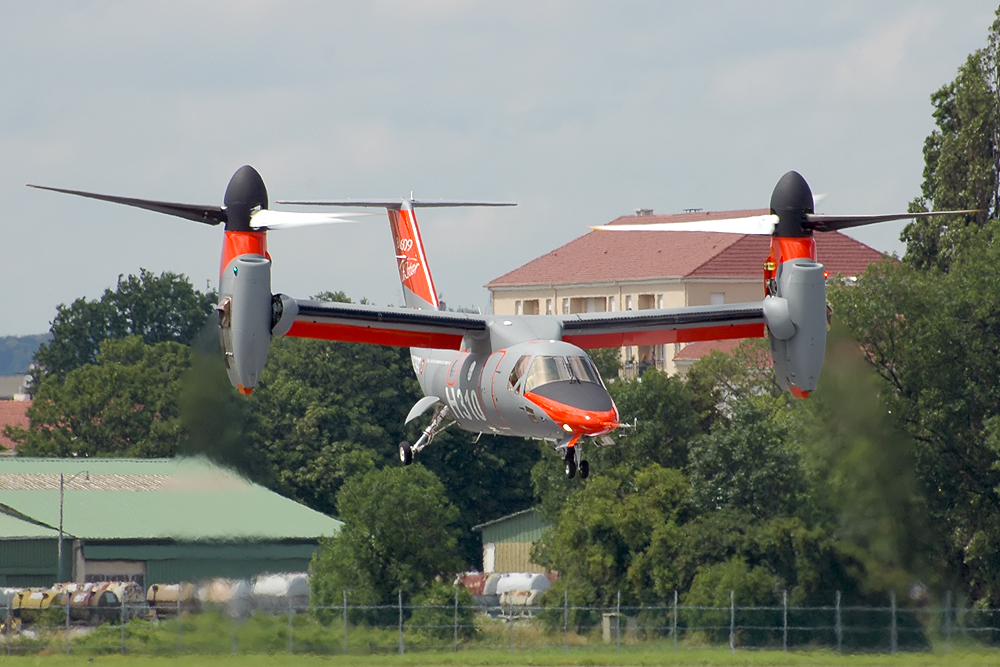
ヘリコプターモードで飛行するAW609

V-22開発の経験を活かし、1996年から民間機として開発が開始された。当初はベル社とボーイング社の共同開発であったが、1998年からベル社とアグスタ社の共同開発で形式BA609となり、2011年からアグスタウェストランドが単独で開発を担当して型式もAW609に変更された。
用途としては民間回転翼機では到達できない遠距離でかつ、ビジネスジェットを使うまでもない500km程度の移動に適する。公用では遭難者の捜索に際し、広範な面積を迅速に捜索かつホバリングを用いた救助が同時に可能で、V-22程の機体の大きさを必要としない沿岸警備隊、山岳救助隊などで活用が期待される。
V-22と異なり、キャビン内は与圧されて防氷装置も装備されており、計器飛行と高高度の飛行が可能である。これによりエベレストを含む山岳救助の可能性を期待される。サイズの違いなどから、V-22との共通部品は実質的に存在しない。
機体の概要はV-22を踏襲し、前進翼気味の主翼端にティルトローターを配する。サイズはV-22に比較してかなり小型で、V-22の自重15t・ローター直径11.6m・兵員24名に対し、自重7.6t・ローター直径7.9m・乗客9名である。尾翼はT字尾翼で、主脚も胴体内に収容され、V-22のように胴体下部の張り出し部分（スポンソン）は用いない。
離着陸は回転翼機モードで行う。固定翼機モード・水平飛行時は巡航速度500km/h・航続距離約1,500kmを目指す。一般的にヘリコプターの巡航速度は300km/h前後で、当機種は格段に速いものとなる。"ヘリコプターの最大速度400km/h前後"とされているものは水平面回転翼で実現できる限界速度の意味で、実際はヘリコプターの降下中のみ実現可能である。
機体の総重量に対するエンジン出力（出力重量比）が、垂直離着陸機の中では最も高いこと、片発が停止してもそのまま飛び続けられること、が特長に挙げられる。

## 開発
試作機は2003年3月7日に回転翼機モードで初飛行に成功した。固定翼機モードへの遷移飛行は2005年に成功している。2009年9月21日に開発のスピードアップを図るため、親会社であるフィンメカニカはアグスタウェストランドCEOにベル・ヘリコプターの持分を購入する権限を与えた。2011年にはV-22と共用する技術の完全な移転を中心に交渉を持った。同年6月の第49回パリ航空ショーで、アグスタウェストランドはこの機体の所有権を手に入れ"AW609"と改名したことを発表した。ベル・ヘリコプターはコンポーネントの設計と認証の役割を引き続き負う。所有権の取引は規制当局の承認を経て、2011年11月に完了した。
2015年7月時点で、2017年にFAAの型式証明取得を、2018年の引き渡し開始を予定しており、価格はAW139の1.3倍程度とされた。2015年10月30日に試験飛行を行っていた2号機がイタリアのピエモンテ州で墜落してパイロット2名が死亡する事故が発生し、量産初号機の初公開は2021年まで遅延した。
2024年4月、地中海洋上にある伊軽空母「カヴール」に対し甲板着艦およびタッチダウン試験を実証。

## 要目
- 全長：13.45m
- 全幅：18.3m
- 主回転翼直径：7.9m
- 主翼幅：10.0m
- 全高：4.5m
- 自重：4.7t

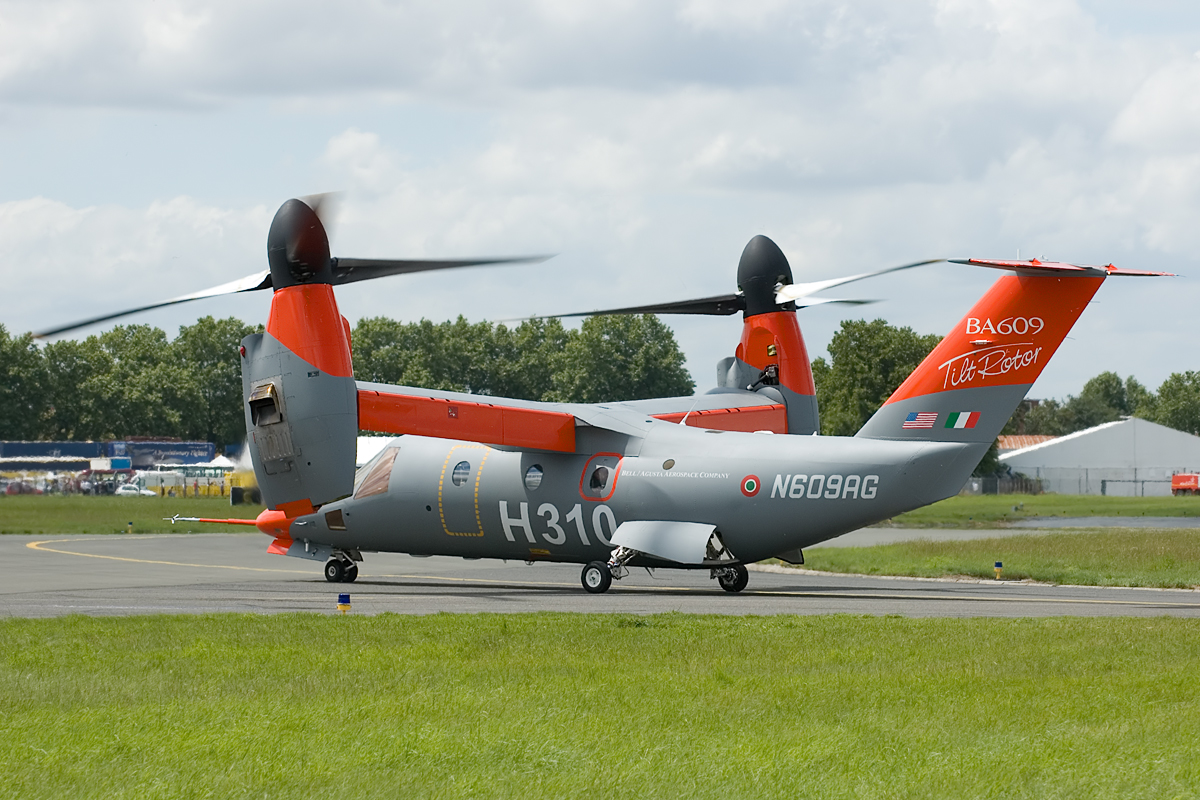
着陸中のAW609

- 最大離陸重量：7,620 kg (16,799 lb)

旅客・貨物室の寸法は、英語版ウィキペディア AgustaWestland AW609 （2018年11月1日 (木) 02:43の版）より日本語に翻訳した上で引用。
- 旅客・貨物室全高: 4 ft 8 in (1.42 m)
- 旅客・貨物室全幅： 4 ft 10 in (1.47 m)
- 旅客・貨物室全長： 13 ft 5 in (4.09 m)
- エンジン：P&Wカナダ PT6C-67A ターボシャフトエンジン（出力 1,940軸馬力）2基
- 乗客：最大9名

### 性能値
性能値の一部は英語版ウィキペディア AgustaWestland AW609 （2018年11月1日 (木) 02:43の版）より日本語に翻訳した上で引用。
- 最大巡航速度： 509 km/h; 316 mph (275 kn)
- 航続力：1,389 km（863 マイル; 750 nmi）

通常内部燃料 + 2,500 kg (5,500 lb) の標準旅客および貨物搭載量で経済巡航速度 463 km/h (288 mph; 250 kn) の条件による。
- フェリー輸送時の最大航続距離： 1,852 km（1,151マイル ; 1,000 nmi）
- 航続時間：約3時間（標準燃料搭載時）
- 実用上昇限度：7,620 m (25,000 ft)
- 地面効果外のホバリング限界高度 (HOGE): 1,525 m (5,003 ft)
- 荷重限界値：正方向 +3.1G、負方向 -1G
- 海面での初期上昇率：7.616 m/毎秒（毎秒1,499.2 ft）
- 翼面円板荷重：最大値 77.4 kg/m2 (15.9 lb/sq ft)